# Glodișoarele, Bacău
Glodișoarele este un sat în comuna Secuieni din județul Bacău, Moldova, România.